# Porta a Faenza
La porta a Faenza era una porta cittadina nelle mura di Firenze, costruita con l'ultima cerchia duecentesca e poi inglobata nelle mura cittadine.

## Storia e descrizione
La porta si trovava in fondo a quella che ancora oggi si chiama via Faenza, così chiamata non perché diretta verso la città romagnola, che si trova in un'altra direzione, ma dal nome delle monache di Faenza che lì avevano un monastero.
Tra il 1534 e il 1537 fu inglobata nella parte centrale della Fortezza da Basso, senza però venire demolita: inglobata nella struttura sangallesca, i restauri degli anni '70-80 ne hanno riportato alla vista il lato rivolto all'esterno delle mura, con il ponte sopra l'antico corso del torrente Mugnone che fungeva da fossato.